# Dactylogyrus banghami
Dactylogyrus banghami är en plattmaskart. Dactylogyrus banghami ingår i släktet Dactylogyrus och familjen Dactylogyridae. Inga underarter finns listade i Catalogue of Life.